# Landkreis Nürnberger Land
Landkreis Nürnberger Land är ett distrikt i Mittelfranken, Bayern, Tyskland. Distriktet ligger i Planungsregion Nürnberg.

## Infrastruktur
Genom distriktet går motorvägen A3.